# 哈氏喉姥魚
哈氏喉姥魚（學名：Briggsia hastingsi）為輻鰭魚綱喉盤魚目喉盤魚科的其中一種，2009年，Matthew T. Craig 和 John E. Randall從唯一已知標本中對其進行了描述。這個屬名是為了紀念喬治亞自然史博物館的黏魚分類學家約翰·卡蒙·布里格斯（1920-2018），而種名是為了紀念斯克里普斯海洋研究所的菲利普·A·黑斯廷斯，分布於印度洋阿曼東南部海域，本魚體延長且扁平，頭大，體無鱗片，背鰭與臀鰭小，位於身體後部，各有4根鰭條，胸鰭鰭條23枚，尾鰭圓形，體深紅灰色，除後部外，身體兩側有眾多藍點，頭部眶後有少量藍點，吻部前方有一條深紫褐色條紋，一直延伸至眼睛後方，頭部腹側至條紋呈黃白色，周圍有一圈明顯的橙色眼狀斑，體長可達2.2公分，屬底棲性魚類，生活習性不明。